# Torno (ferramenta)

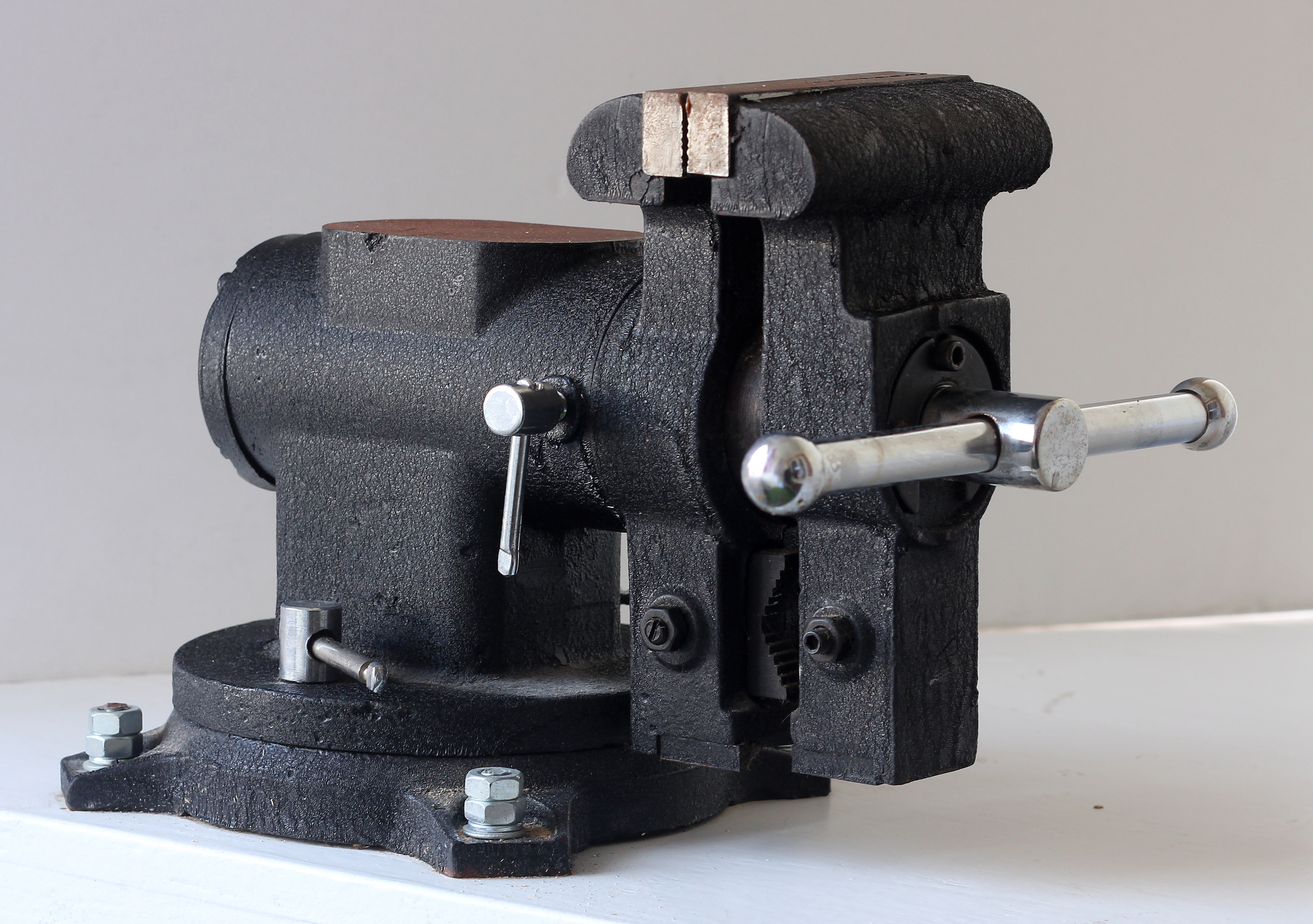

A morsa ou torno de bancada é um instrumento ou ferramenta normalmente montado sobre uma bancada.
Possui duas partes, os mordentes, que se deslocam aproximando-se uma da outra para segurar ou apertar peças e componentes a serem trabalhados. Normalmente é confeccionado em ferro fundido. Existem tornos para madeira, metal, tubos, joias e para o aeromodelismo.